# Сан Феле (Авелино)
Сан Феле је насеље у Италији у округу Авелино, региону Кампанија.
Према процени из 2011. у насељу је живело 141 становника. Насеље се налази на надморској висини од 495 м.